# Гришай Петро Андрійович
Петро Андрійович Гришай (1866 — ?) — станичний отаман, депутат Державної думи I скликання від Кубанської області та Чорноморської губернії.

## Біографія
Православний за віросповіданням, козак за походженням, освіту здобув лише домашню. Обіймав посаду писаря. Був станичним отаманом станиці Зеленчуцької. Вів сільське господарство.
27 травня 1906 р. обраний до Державної думи I скликання від з'їзду уповноважених від козацьких станиць Кубанського козачого війська. Увійшов до конституційно-демократичної фракції. У роботі думських комісій участі не брав. Подальша доля та дата смерті невідомі.

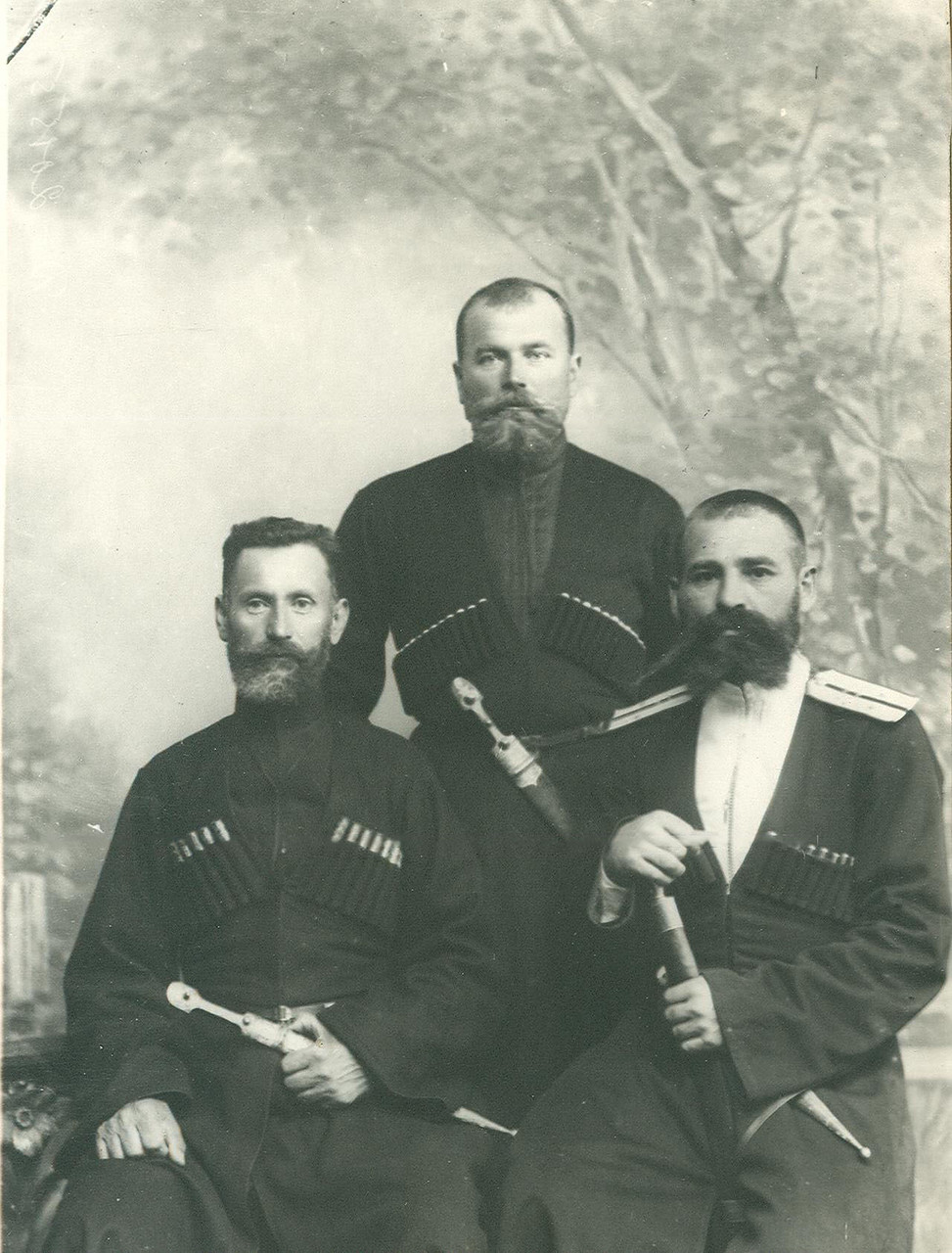
Депутати 1-ї Думи кубанські козаки: Никифор Кочевський, Петро Гришай та Кіндрат Бардіж.